# Captain Easychord
Captain Easychord est un maxi du groupe anglais Stereolab, sorti en juillet 2001. Il a été pressé sur CD mais aussi sur disque vinyle de douze pouces, en édition limitée à deux-mille exemplaires.
La chanson Moodles est aussi présente comme titre bonus de l'édition japonaise de l'album Sound-Dust.

## Liste des titres
1. Captain Easychord – 2:55
2. Long Life Love – 7:08
3. Canned Candies – 4:15
4. Moodles – 7:26